# Seriaster
Seriaster is een geslacht van zeesterren uit de familie Solasteridae.

## Soort
- Seriaster regularis Jangoux, 1984